# Jacqueline Bisset
Pour les articles homonymes, voir Bisset.
Cet article possède un paronyme, voir Jacqueline Risset.
Jacqueline Bisset, née le 13 septembre 1944 à Weybridge, une ville du district d'Elmbridge en Angleterre, est une actrice britannique francophone.

## Biographie

### Enfance, formation et débuts
Jacqueline Fraser Bisset est la fille d'Arlette Alexander, avocate anglaise ayant des origines françaises, devenue femme au foyer, et de George Maxwell Fraser Bisset, un médecin généraliste d'origine écossaise. Elle est élevée dans le Berkshire.
Pendant l'offensive allemande en France en 1940, sa mère doit pédaler depuis Paris pour s'embarquer à bord d'un transport de troupes britanniques pour échapper aux Allemands.
Sa mère lui a appris à parler couramment le français. Elle a fait ses études au lycée français de Londres. Enfant, elle prend des leçons de ballet ainsi que des cours de théâtre et fait du mannequinat pour les payer.
Elle débute au cinéma comme figurante, apparaissant chez Roman Polanski et Stanley Donen, puis devient la partenaire de Frank Sinatra et Steve McQueen (avec ce dernier dans Bullitt en 1968).

### Carrière
Dans les années 1970, mis à part sa participation à Juge et Hors-la-loi de John Huston, Jacqueline Bisset n'apparaît pas dans des films américains marquants. En Europe, elle tourne avec François Truffaut et Luigi Comencini, mais elle est surtout connue du public français par son interprétation du double rôle de Christine et Tatiana aux côtés de Jean-Paul Belmondo dans Le Magnifique de Philippe de Broca.
En 1978, elle interprète, aux côtés d'Anthony Quinn, le rôle de Liz Cassidy, inspiré par la personnalité de Jacqueline Kennedy-Onassis, dans L'Empire du Grec, de J. Lee Thompson. Bisset s'impose comme un sex symbol du grand écran aux côtés de, outre les précités, Ryan O'Neal, Christopher Plummer, Jon Voight, Michael Sarrazin, Marcello Mastroianni, Charles Bronson, Nick Nolte, Paul Newman, etc.
Les années 1980 lui offrent Riches et Célèbres de George Cukor, où elle rivalise avec Candice Bergen, et Au-dessous du volcan de John Huston avec Albert Finney et, à la télévision, les rôles mythiques de Anna Karenine et Joséphine de Beauharnais. Puis, de nouveau, elle tourne avec les Européens Mario Monicelli, Élie Chouraqui, Jean-Charles Tacchella, Nadine Trintignant et surtout Claude Chabrol pour La Cérémonie. Elle incarne ensuite Marie dans le Jésus de Roger Young et Sarah dans Au commencement... face à Martin Landau en Abraham ; elle figure dans les séries Ally McBeal, New York, unité spéciale et Nip/Tuck.
Elle incarne ensuite directement Jackie Kennedy en 2003 dans le téléfilm biographique America's Prince: The John F. Kennedy Jr. Story (en), réalisé par Eric Laneuville.
En 2005, elle joue pour le cinéma la mère de Keira Knightley dans Domino de Tony Scott.
En 2011, elle fait partie des membres du jury du 22e Festival du film britannique de Dinard, présidé par l'actrice française Nathalie Baye.
Le 22 mars 2013, elle interprète le rôle d'Anne Sinclair — en remplacement d'Isabelle Adjani — dans le film Welcome to New York du réalisateur américain Abel Ferrara. Le film est inspiré de l'affaire Dominique Strauss-Kahn, avec Gérard Depardieu dans le rôle de DSK.
En 2015, elle fait partie des membres du jury du 37e Festival de Moscou, présidé par le réalisateur français Jean-Jacques Annaud.

### Vie privée
Jacqueline Bisset est la marraine de l'actrice Angelina Jolie. Elles ont tourné ensemble dans Mr. et Mrs. Smith (2005), mais la scène a disparu au montage.
Bien qu'ayant connu de longues liaisons, elle ne s'est jamais mariée. Elle a vécu pendant dix ans avec l'acteur Michael Sarrazin (son partenaire dans Fureur à la plage et Believe in Me), puis avec le cinéaste François Truffaut (1972-1973), le danseur de ballet Alexander Godunov et, enfin, avec l'acteur suisse Vincent Perez.
Elle vit entre l'Angleterre et Beverly Hills en Californie.

## Filmographie

### Cinéma

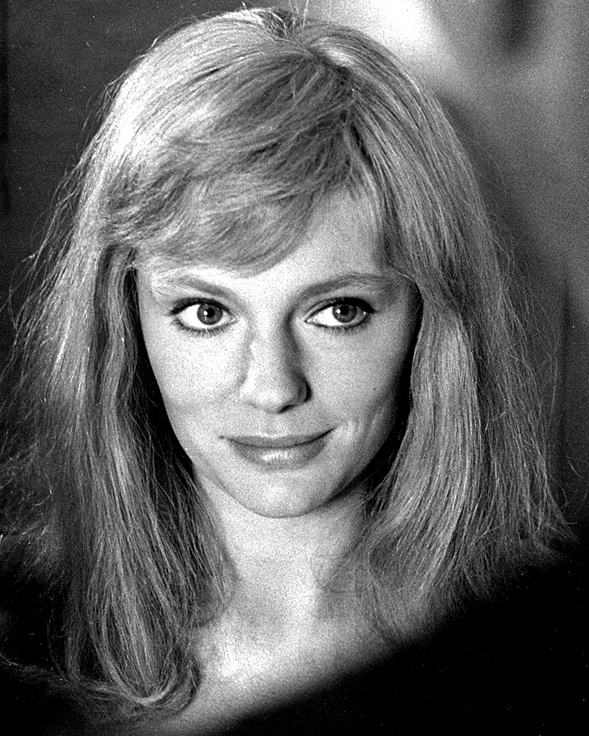
Jacqueline Bisset en 1969.

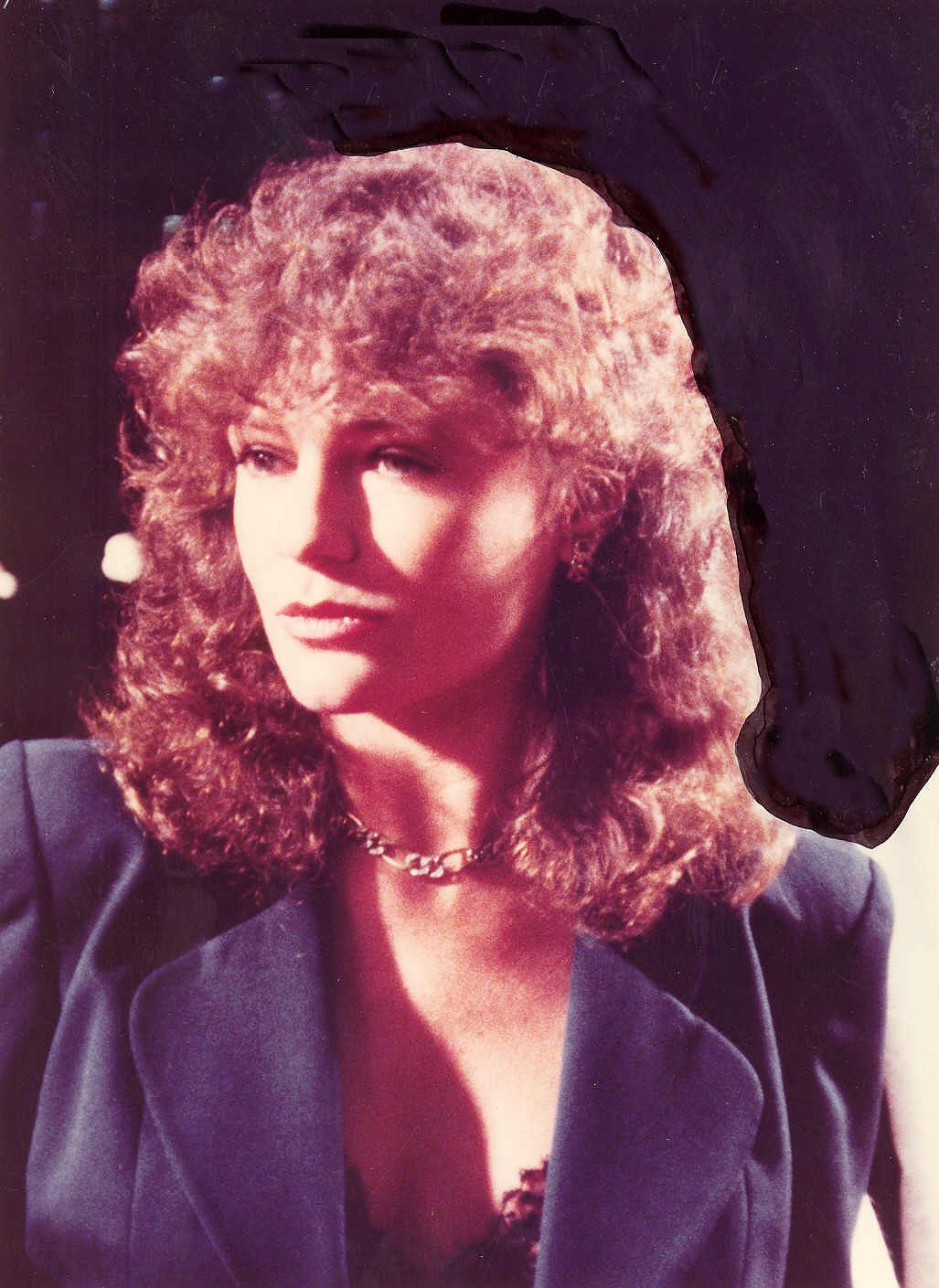
Jacqueline Bisset en 1979.

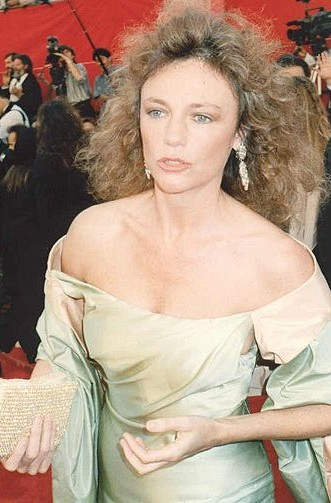
Jacqueline Bisset à la cérémonie des Oscars en 1989.

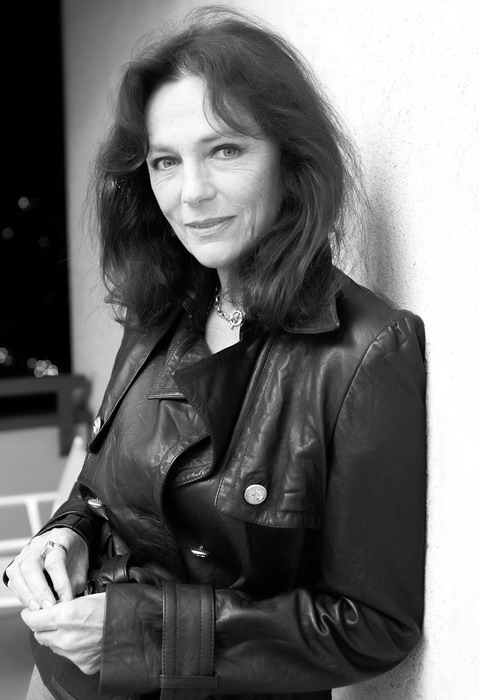
Jacqueline Bisset en 2007.

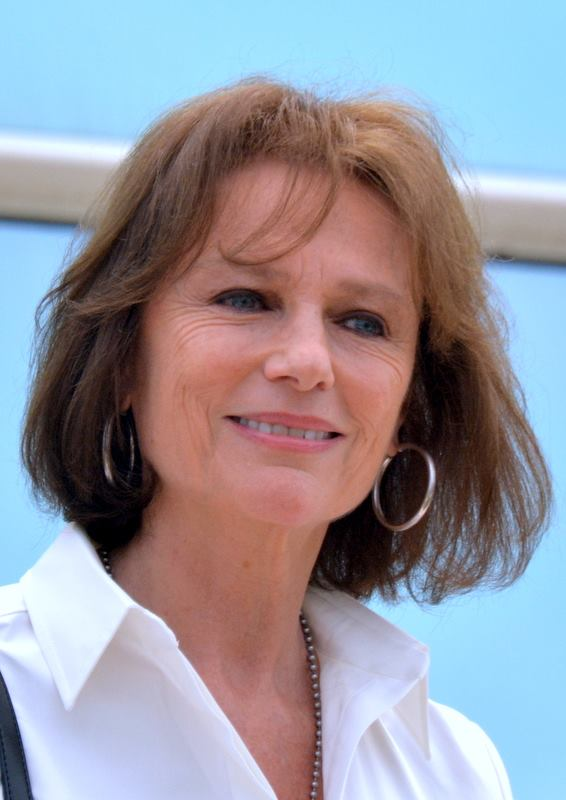
Jacqueline Bisset au Festival de Cannes 2017.

#### Années 1960
- 1964 : Le Knack... et comment l'avoir (The Knack... and how to get it) de Richard Lester : un top model (non créditée)
- 1966 : Cul-de-sac de Roman Polanski : Jacqueline (créditée Jackie Bisset)
- 1966 : Arrivederci baby (Drop Dead Darling) de Ken Hughes : une danseuse
- 1967 : Casino Royale, de Val Guest, Ken Hughes, John Huston, Joseph McGrath et Robert Parrish : Julie Lacuisse
- 1967 : Voyage à deux (Two for the Road) de Stanley Donen : Jackie
- 1967 : The Cape Town Affair (en) de Robert D. Webb : Candy
- 1968 : Le Détective (The Detective) de Gordon Douglas : Norma MacIver
- 1968 : Fureur à la plage (The Sweet Ride) de Harvey Hart : Vickie Cartwright
- 1968 : Bullitt de Peter Yates : Cathy
- 1969 : The First Time de James Neilson : Anna
- 1969 : La Promesse de Paul Feyder et Robert Freeman : Wendy Sinclair

#### Années 1970
- 1970 : Airport de George Seaton : Gwen Meighen
- 1970 : The Grasshopper de Jerry Paris : Christine Adams
- 1971 : Satan, mon amour (The Mephisto Waltz) de Paul Wendkos : Paula Clarkson
- 1971 : Jeux Intimes (Secrets) de Philip Saville : Jackie
- 1971 : Believe in Me de Stuart Hagmann : Pamela
- 1972 : Debout les minettes (Stand Up and Be Counted) de Jackie Cooper : Sheila Hammond
- 1972 : Juge et Hors-la-loi (The Life and Times of Judge Roy Bean) de John Huston : Rose Bean, la fille du juge Roy Bean
- 1973 : Le Voleur qui vient dîner (The Thief Who Came to Dinner) de Bud Yorkin : Laura Keaton
- 1973 : La Nuit américaine de François Truffaut : Julie Baker
- 1973 : Le Magnifique de Philippe de Broca : Christine/Tatiana
- 1974 : Le Crime de l'Orient-Express (Murder on the Orient Express) de Sidney Lumet : La comtesse Andrenyi
- 1975 : Double Jeu (Der Richter und sein Henker) de Maximilian Schell : Anna Crawley
- 1975 : La Nuit de la peur (The Spiral Staircase) de Peter Collinson : Helen Mallory
- 1975 : La Femme du dimanche (La donna della domenica) de Luigi Comencini : Anna Carla
- 1976 : Monsieur St. Ives (St. Ives) de J. Lee Thompson : Janet Whistler
- 1977 : Les Grands Fonds (The Deep) de Peter Yates : Gail Berke
- 1978 : L'Empire du Grec (The Greek Tycoon) de J. Lee Thompson : Liz Cassidy
- 1978 : La Grande Cuisine (Who Is Killing the Great Chefs of Europe?) de Ted Kotcheff : Natasha O'Brien
- 1979 : Amo non amo d'Armenia Balducci : Louise

#### Années 1980
- 1980 : Le Jour de la fin du monde (When Time Ran Out...) de James Goldstone : Kay Kirby
- 1981 : Inchon de Terence Young : Barbara Hallsworth
- 1981 : Riches et Célèbres (Rich and Famous) de George Cukor : Liz Hamilton
- 1983 : Class de Lewis John Carlino : Ellen Burroughs
- 1984 : Au-dessous du volcan (Under the Volcano) de John Huston : Yvonne Firmin
- 1984 : Défense d'aimer (Forbidden) d'Anthony Page : Nina von Halder
- 1987 : Soleil grec (High Season) de Clare Peploe : Katherine Shaw
- 1988 : La Maison de jade de Nadine Trintignant : Jeanne Lambert
- 1989 : Scenes from the Class Struggle in Beverly Hills de Paul Bartel : Clare Lipkin

#### Années 1990
- 1990 : L'Orchidée sauvage (Wild Orchid) de Zalman King : Claudia Dennis
- 1991 : Rossini! Rossini! de Mario Monicelli : Isabella Colbran
- 1993 : Les Marmottes d'Élie Chouraqui : Frédérique
- 1995 : La Cérémonie de Claude Chabrol : Catherine
- 1998 : La Courtisane (Dangerous Beauty) de Marshall Herskovitz : Paola Franco
- 1999 : Let the Devil Wear Black de Stacy Title : Helen Lyne

#### Années 2000
- 2000 : Les Gens qui s'aiment de Jean-Charles Tacchella : Angie
- 2001 : The Sleepy Time Gal de Christophe Munch : Frances
- 2001 : Un été pour tout vivre (New Year's Day) de Suri Krishnamma : Geraldine
- 2003 : La Tentation d'Aaron (Latter Days) de C. Jay Cox : Lila Montagne
- 2003 : Swing de Martin Guigui : Christine/Mrs. DeLuca
- 2004 : Fascination de Klaus Menzel : Maureen Doherty
- 2005 : The Fine Art of Love de John Irvin : la directrice
- 2005 : Mr. & Mrs. Smith de Doug Liman : scène coupée au montage
- 2005 : Domino de Tony Scott : Sophie Wynn
- 2006 : Née pour danser 2 (Save the Last Dance 2) de David Petrarca : Monique Delacroix
- 2008 : Les Ombres du passé (Death in Love) de Boaz Yakin : la mère
- 2009 : Le Concert de Radu Mihaileanu : Betty (scènes coupées)

#### Années 2010
- 2012 : Two Jacks de Bernard Rose : Diana
- 2014 : Welcome to New York d'Abel Ferrara : Simone
- 2015 : Ma meilleure amie (Miss You Already) de Catherine Hardwicke : Miranda
- 2016 : The Last Film Festival de Linda Yellen : Claudia Benvenuti
- 2017 : L'Amant double de François Ozon : Mme Schenker
- 2017 : 11 septembre (9/11) de Martin Guigui : Diane
- 2018 : Trahison d'État (Backstabbing for Beginners) de Per Fly : Christina Dupre
- 2018 : Here and Now de Fabien Constant : Jeanne
- 2018 : Magic Lantern d'Amir Naderi : Mary
- 2018 : Asher de Michael Caton-Jones : Dora
- 2018 : Du miel plein la tête (Head full of honey) de Til Schweiger : Vivian

#### Années 2020
- 2020 : Messe basse de Baptiste Drapeau : Elisabeth
- 2021 : Blood Brothers de Jay Craven : Mrs. Roland
- 2021 : Madeleine Collins d'Antoine Barraud : Patty
- 2021 : Oiseaux de paradis (Birds of Paradise) de Sarah Adina Smith : Madame Brunelle
- 2022 : Loren & Rose de Russell Brown (en) : Rose
- 2025 : Shelter Me de Jake Weber et Tony Herbert
- 2025 : Long Shadows de William Schockley : Vivian Villeré

### Télévision

#### Téléfilms
- 1985 : Anna Karénine (Anna Karenina) de Simon Langton : Anna Karénine
- 1986 : Les Choix de vie (Choices) de David Lowell Rich : Marisa Granger
- 1991 : Un amour de banquier (The Maid) de Ian Toynton : Nicole Chantrelle
- 1993 : L'Experte (Crimebroker) de Ian Barry : Holly Mac Fee
- 1996 : September de Colin Bucksey : Pandora
- 1996 : Alliance interdite (Once You Meet a Stranger) de Tommy Lee Wallace : Sheila Gaines
- 1997 : End of Summer de Linda Yellen : Christine Van Buren
- 1999 : Jeanne d'Arc de Christian Duguay : Isabelle d'Arc
- 1999 : Jésus de Roger Young : Marie
- 2000 : Britannic de Brian Trenchard-Smith : Lady Lewis
- 2000 : Au commencement... (In the Beginning) de Kevin Connor : Sarah
- 2000 : L'Art de séduire (Sex & Mrs. X) d'Arthur Allan Seidelman : Madame Simone
- 2002 : Souvenirs d'amour (Dancing at the Harvest Moon) de Bobby Roth : Maggie Webber
- 2003 : America's Prince: The John F. Kennedy Jr. Story d'Eric Laneuville : Jacqueline Kennedy Onassis
- 2004 : The Survivors Club de Christopher Leitch : Carol Rosen
- 2004 : Summer Solstice de John Goldsmith : Alexia
- 2007 : Comme une ombre dans la nuit (Carolina Moon) de Stephen Tolkin : Margaret Lavelle
- 2008 : Contre tout l'or du monde (An Old Fashioned Thanksgiving) de Graeme Campbell : Isabella
- 2009 : The Eastmans de Jason Ensler : Emma Eastman
- 2010 : Le Tumulte des sentiments (An Old-Fashioned Christmas) de Don McBrearty : Isabella
- 2019 : Very Valentine de Menhaj Huda : Teodora Angelini

#### Séries télévisées
- 1987 : Napoleon and Josephine: A Love Story (en) (3 épisodes): Joséphine de Beauharnais
- 2001-2002 : Ally McBeal (saison 5, épisodes 5 et 8) : Frances Shaw
- 2003 : New York, unité spéciale (saison 5, épisode 9) : Juliet Barclay
- 2006 : Nip/Tuck (saison 4, épisodes 2, 4, 5, 9, 12, 13 et 14) : James LeBeau
- 2011-2012 : Rizzoli and Isles (saison 2, épisodes 6 et 15 ; saison 3, épisode 1) : Constance
- 2013 : Dancing on the Edge (mini-série, 4 épisodes) de Stephen Poliakoff : Lady Lavinia Cremone
- 2016 : Graves (saison 2, épisode 4) : Diana Scott
- 2018 : Counterpart (saison 1, épisode 8) : Charlotte Burton

## Voix françaises
| - Perrette Pradier (*1938 - 2013) dans : - Casino Royale - Le Voleur qui vient dîner - Monsieur St. Ives - Les Grands Fonds - L'Empire du Grec - Le Jour de la fin du monde - Riches et Célèbres - Nip/Tuck (série télévisée) - Contre tout l'or du monde (téléfilm) - Le Tumulte des sentiments (téléfilm) - Rizzoli et Isles (série télévisée) | - Évelyn Séléna (*1939 - 2025) dans : - Airport - Droit à l'absence (téléfilm) - Alliance interdite (téléfilm) - Jeanne d'Arc (téléfilm) - L'Art de séduire (téléfilm) - New York, unité spéciale (série télévisée) - Domino - Save the Last Dance 2 - Comme une ombre dans la nuit (téléfilm) | - Béatrice Delfe dans : - Class - Here and Now - Du miel plein la tête - Ginette Pigeon dans : - Satan, mon amour - Anna Karénine (téléfilm) et aussi : - Monique Thierry (*1940 - 2021) dans Voyage à deux - Jeanine Freson (*1926 - 2006) dans Bullitt - Annie Sinigalia dans Le Crime de l'Orient-Express - Anne Kerylen (*1943 - 2021) dans Souvenirs d'amour (téléfilm) - Alexandra Stewart dans Welcome to New York |